# Stjepan Filipović
Stjepan Filipović (en alfabet ciríl·lic: Стјепан "Стево" Филиповић) (Opuzen, Imperi Austrohongarès, 27 de gener de 1916 – Valjevo, 22 de maig de 1942) fou un guerriller partisà croat, executat durant la Segona Guerra Mundial i declarat pòstumament com a Heroi del Poble de Iugoslàvia.

## Biografia

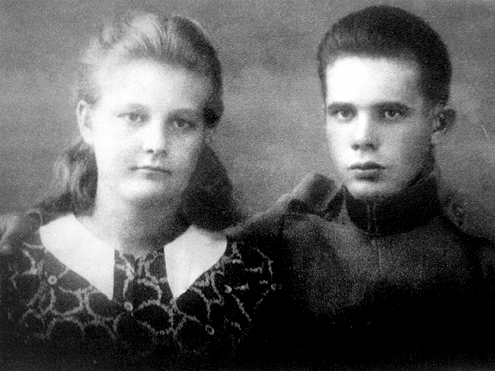
El jove Stjepan Filipović (dreta)

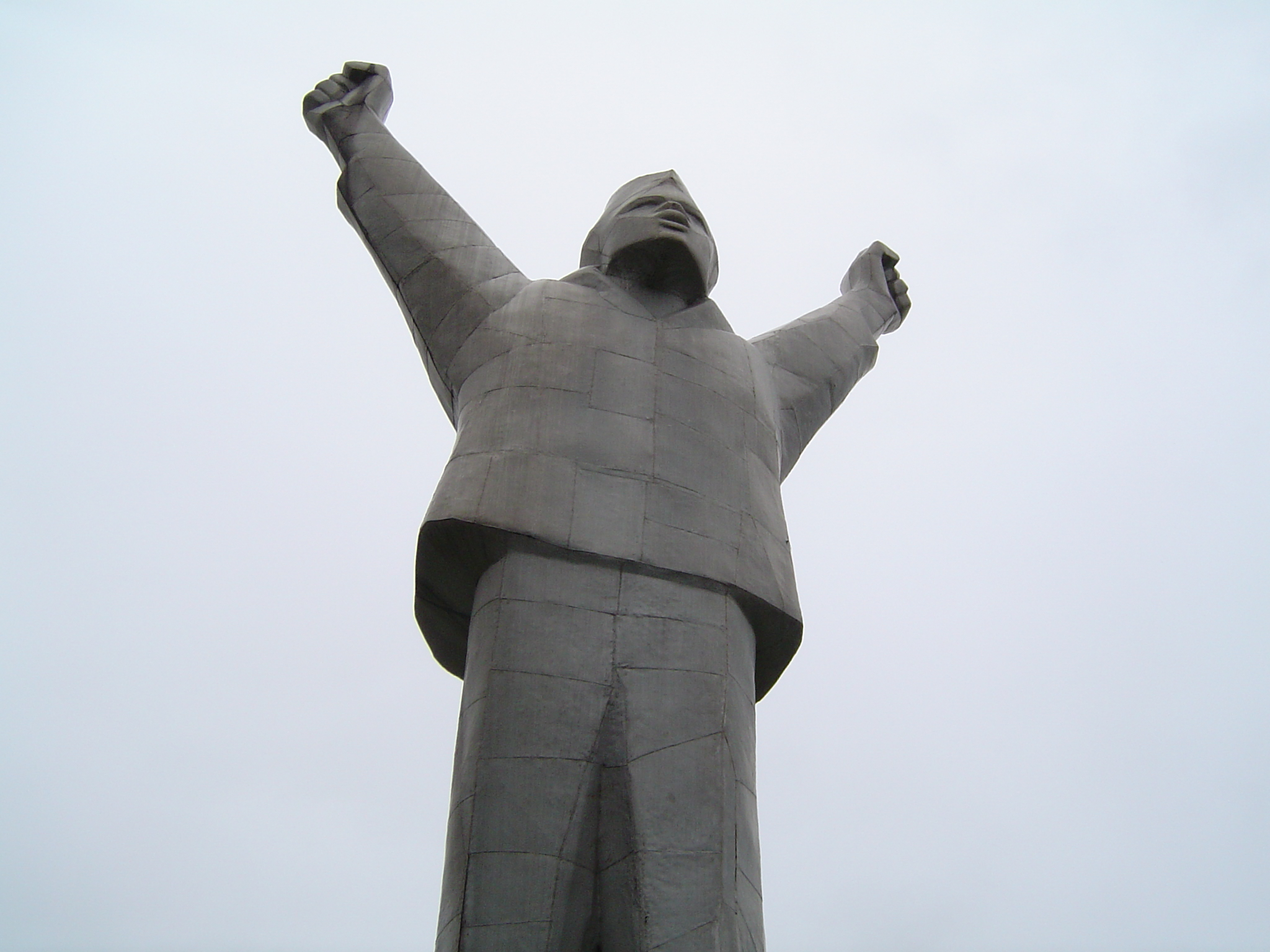
Monument a Filipović a Valjevo

Nasqué el 27 de gener de 1916 a Opuzen (a l'actual comtat de Dubrovnik-Neretva, Croàcia), llavors situat en l'Imperi Austrohongarès. Abans de l'esclat de la Segona Guerra Mundial visqué a Mostar i Kragujevac, en aquell moment part del Regne de Iugoslàvia. S'uní al moviment obrer el 1937, i al Partit Comunista de Iugoslàvia el 1940. L'any abans fou arrestat i sentenciat a un any de presó.
Fou comandant de la unitat partisana Tomnasko-Kolubarski a Valjevo l'any 1941. Fou capturat el 24 de febrer de 1942 per les forces de l'Eix i posteriorment penjat a la forca el 22 de maig d'aquell any a Valjevo, ciutat de la Iugoslàvia ocupada. Mentre li posaven la soga al voltant del coll, Filipović, de manera desafiadora aixecà els punys i denuncià als alemanys i els seus aliats de l'Eix com a assassins, cridant "Mort al feixisme, llibertat al poble!". Instà al poble iugoslau a resistir i els implorà que no cessessin la resistència. En aquell moment, es realitzà una fotografia que posteriorment es feu famosa, de la qual s'erigí una estàtua.
Fou declarat Heroi Nacional de Iugoslàvia el 14 de desembre de 1949. El poble de Valjevo té una estàtua dedicada a ell, anomenada "Stevan Filipović". Un monument també fou erigit al seu poble natal, a Opuzen, però fou derrocat el 1991. L'any 2010 Ministeri de Cultura de Croàcia anuncià que tenia prevista la seva reconstrucció. Durant la guerra, els seus dos germans, Nikola i Šimun Filipović, moriren.